# Shunto Kodama
Shunto Kodama (児玉 駿斗 Kodama Shunto?), född 3 december 1998 i Osaka prefektur, är en japansk fotbollsspelare som spelar för Nagoya Grampus.

## Karriär
Kodama började sin karriär 2018 i Nagoya Grampus.